# Championnat du Brésil féminin de football 2020
Navigation
Édition précédente Édition suivante
La saison 2020 du Championnat du Brésil féminin de football Campeonato Brasileiro de Futebol Feminino de 2020 - Série A1 est la huitième saison du championnat. Le Ferroviária vainqueur de la saison précédente remet son titre en jeu.

## Organisation
Le championnat conserve la formule lancée la saison précédente.
La première phase du championnat est une poule unique de 16 équipes au sein de laquelle chaque équipe rencontre une fois chacune de ses adversaires.
Les huit premières équipes se qualifient pour la deuxième partie de la saison avec un système d'élimination directe avec trois tours : quarts de finale, demi-finale et finale. Les quatre dernières sont reléguées en deuxième division.

## Participantes
| Équipe                             | Ville               | État              | Stade                           | Capacité | Titres        | Classement 2019  |
| ---------------------------------- | ------------------- | ----------------- | ------------------------------- | -------- | ------------- | ---------------- |
| Associação Ferroviária de Esportes | Araraquara          | São Paulo         | Fonte Luminosa                  | 20 950   | 2 (2014 2019) | 1re              |
| Sport Club Corinthians Paulista    | São Paulo           | São Paulo         | Arena Barueri                   | 31 452   | 1 (2018)      | 2e               |
| Clube de Regatas do Flamengo       | Rio de Janeiro      | Rio de Janeiro    | CEFAN                           | 500      | 1 (2016)      | Demi-finale      |
| Sociedade Esportiva Kindermann     | Caçador             | Santa Catarina    | Carlos A. C. Neves              | 6 500    | 0             | Demi-finale      |
| Santos Futebol Clube               | Santos              | São Paulo         | Vila Belmiro                    | 16 068   | 1 (2017)      | Quarts de finale |
| Sport Club Internacional           | Porto Alegre        | Rio Grande do Sul | Beira Rio                       | 50 128   | 0             | Quarts de finale |
| Grêmio Osasco Audax                | Osasco              | São Paulo         | José Liberatti                  | 17 780   | 0             | Quarts de finale |
| São José Esporte Clube             | São José dos Campos | São Paulo         | Martins Pereira                 | 16 500   | 0             | Quarts de finale |
| Esporte Clube Vitória              | Salvador            | Bahia             | Manoel Barradas                 | 30 000   | 0             | 9e               |
| Esporte Clube Iranduba da Amazônia | Iranduba            | Amazonas          | Colina                          | 10 000   | 0             | 10e              |
| Minas Brasília Tênis Clube         | Brasilia            | District fédéral  | Maria de Lourdes Abadia         | 4 000    | 0             | 11e              |
| Associação Atlética Ponte Preta    | Campinas            | São Paulo         | Eugênio Franceschini            | 1 800    | 0             | 12e              |
| São Paulo Futebol Clube            | São Paulo           | São Paulo         | Morumbi                         | 72 039   |               | 1re D2           |
| Cruzeiro Esporte Clube             | Belo Horizonte      | Minas Gerais      | Stade das Alterosas             | 2 000    | 0             | 2e D2            |
| Sociedade Esportiva Palmeiras      | São Paulo           | São Paulo         | Stade Nelo Bracalente à Vinhedo | 4 200    | 0             | 3e D2            |
| Grêmio Foot-Ball Porto Alegrense   | Porto Alegre        | Rio Grande do Sul | Presidente Hélio Dourado        | 1 500    | 0             | 4e D2            |

## Compétition

### Première phase
| Rang | Équipe         | Pts | J  | G  | N | P  | Bp | Bc | Diff |
| ---- | -------------- | --- | -- | -- | - | -- | -- | -- | ---- |
| 1    | SC Corinthians | 42  | 15 | 14 | 0 | 1  | 45 | 7  | +38  |
| 2    | Santos FC      | 33  | 15 | 11 | 0 | 4  | 35 | 10 | +25  |
| 3    | Internacional  | 33  | 15 | 10 | 3 | 2  | 39 | 14 | +25  |
| 4    | Ferroviária T  | 29  | 15 | 9  | 2 | 4  | 29 | 13 | +16  |
| 5    | Palmeiras P    | 28  | 15 | 8  | 4 | 3  | 32 | 19 | +13  |
| 6    | SE Kindermann  | 27  | 15 | 8  | 3 | 4  | 39 | 12 | +27  |
| 7    | São Paulo P    | 27  | 15 | 8  | 3 | 4  | 33 | 11 | +22  |
| 8    | Grêmio P       | 24  | 15 | 7  | 3 | 15 | 17 | 12 | +5   |
| 9    | CR Flamengo    | 24  | 15 | 7  | 3 | 5  | 23 | 21 | +2   |
| 10   | Cruzeiro P     | 23  | 15 | 7  | 2 | 6  | 24 | 20 | +4   |
| 11   | São José       | 20  | 15 | 6  | 2 | 7  | 24 | 23 | +1   |
| 12   | Minas Brasília | 14  | 15 | 4  | 2 | 9  | 21 | 30 | -9   |
| 13   | Iranduba       | 11  | 15 | 3  | 2 | 10 | 16 | 28 | -12  |
| 14   | Audax          | 7   | 15 | 2  | 1 | 12 | 4  | 57 | -53  |
| 15   | Ponte Preta    | 3   | 15 | 1  | 0 | 14 | 7  | 62 | -55  |
| 16   | EC Vitória     | 0   | 15 | 0  | 0 | 15 | 2  | 56 | -54  |

### Deuxième phase
Les quarts de finale se déroulent les 25 et 28 octobre pour les matchs aller et les 1er et 2 novembre pour les matchs retour. Les matchs retours sont tous programmés sur le terrain de l'équipe la mieux placée lors de la première phase.
|  | Quarts de finale | Quarts de finale | Quarts de finale   | Quarts de finale |                |                | Demi-finales       | Demi-finales       | Demi-finales       | Demi-finales       |  |  | Finale                 | Finale                 | Finale                 | Finale                 |
|  |                  |                  |                    |                  |                |                |                    |                    |                    |                    |  |  |                        |                        |                        |                        |
|  |                  |                  |                    |                  |                |                | 8-16 novembre 2020 | 8-16 novembre 2020 | 8-16 novembre 2020 | 8-16 novembre 2020 |  |  | 22 novembre/6 décembre | 22 novembre/6 décembre | 22 novembre/6 décembre | 22 novembre/6 décembre |
|  |                  |                  |                    |                  |                |                | 8-16 novembre 2020 | 8-16 novembre 2020 | 8-16 novembre 2020 | 8-16 novembre 2020 |  |  | 22 novembre/6 décembre | 22 novembre/6 décembre | 22 novembre/6 décembre | 22 novembre/6 décembre |
|  | 1er              | SC Corinthians   | 3                  | 2                |                |                | 8-16 novembre 2020 | 8-16 novembre 2020 | 8-16 novembre 2020 | 8-16 novembre 2020 |  |  | 22 novembre/6 décembre | 22 novembre/6 décembre | 22 novembre/6 décembre | 22 novembre/6 décembre |
|  | 1er              | SC Corinthians   | 3                  | 2                |                |                | 8-16 novembre 2020 | 8-16 novembre 2020 | 8-16 novembre 2020 | 8-16 novembre 2020 |  |  | 22 novembre/6 décembre | 22 novembre/6 décembre | 22 novembre/6 décembre | 22 novembre/6 décembre |
|  | 8e               | Grêmio           | 0                  | 1                |                |                | 8-16 novembre 2020 | 8-16 novembre 2020 | 8-16 novembre 2020 | 8-16 novembre 2020 |  |  | 22 novembre/6 décembre | 22 novembre/6 décembre | 22 novembre/6 décembre | 22 novembre/6 décembre |
|  | 8e               | Grêmio           | 0                  | 1                | SC Corinthians | SC Corinthians | 0                  | 3                  |                    |                    |  |  | 22 novembre/6 décembre | 22 novembre/6 décembre | 22 novembre/6 décembre | 22 novembre/6 décembre |
|  |                  |                  |                    |                  | SC Corinthians | SC Corinthians | 0                  | 3                  |                    |                    |  |  | 22 novembre/6 décembre | 22 novembre/6 décembre | 22 novembre/6 décembre | 22 novembre/6 décembre |
|  |                  |                  | Palmeiras          | Palmeiras        | 0              | 0              |                    |                    |                    |                    |  |  | 22 novembre/6 décembre | 22 novembre/6 décembre | 22 novembre/6 décembre | 22 novembre/6 décembre |
|  | 4e               | Ferroviária      | Palmeiras          | Palmeiras        | 0              | 0              | 1                  | 1 (2)              |                    |                    |  |  | 22 novembre/6 décembre | 22 novembre/6 décembre | 22 novembre/6 décembre | 22 novembre/6 décembre |
|  | 4e               | Ferroviária      | 8/14 novembre 2020 |                  |                |                | 1                  | 1 (2)              |                    |                    |  |  | 22 novembre/6 décembre | 22 novembre/6 décembre | 22 novembre/6 décembre | 22 novembre/6 décembre |
|  | 5e               | Palmeiras        | 2                  | 0 (4)            |                |                |                    |                    |                    |                    |  |  | 22 novembre/6 décembre | 22 novembre/6 décembre | 22 novembre/6 décembre | 22 novembre/6 décembre |
|  | 5e               | Palmeiras        | 2                  | 0 (4)            | SC Corinthians | SC Corinthians | 0                  | 4                  |                    |                    |  |  |                        |                        |                        |                        |
|  |                  |                  |                    |                  | SC Corinthians | SC Corinthians | 0                  | 4                  |                    |                    |  |  |                        |                        |                        |                        |
|  |                  |                  | SE Kindermann      | SE Kindermann    | 0              | 2              |                    |                    |                    |                    |  |  |                        |                        |                        |                        |
|  | 3e               | Internacional    | SE Kindermann      | SE Kindermann    | 0              | 2              | 2                  | 1                  |                    |                    |  |  |                        |                        |                        |                        |
|  | 3e               | Internacional    |                    |                  |                |                |                    |                    |                    |                    |  |  |                        |                        |                        |                        |
|  | 6e               | SE Kindermann    | 3                  | 1                |                |                |                    |                    |                    |                    |  |  |                        |                        |                        |                        |
|  | 6e               | SE Kindermann    | 3                  | 1                | SE Kindermann  | SE Kindermann  | 3                  | 0                  |                    |                    |  |  |                        |                        |                        |                        |
|  |                  |                  |                    |                  | SE Kindermann  | SE Kindermann  | 3                  | 0                  |                    |                    |  |  |                        |                        |                        |                        |
|  |                  |                  | São Paulo          | São Paulo        | 1              | 1              |                    |                    |                    |                    |  |  |                        |                        |                        |                        |
|  | 2e               | Santos FC        | São Paulo          | São Paulo        | 1              | 1              | 0                  | 0                  |                    |                    |  |  |                        |                        |                        |                        |
|  | 2e               | Santos FC        |                    |                  |                |                |                    | 0                  |                    |                    |  |  |                        |                        |                        |                        |
|  | 7e               | São Paulo        | 0                  | 2                |                |                |                    |                    |                    |                    |  |  |                        |                        |                        |                        |
|  | 7e               | São Paulo        | 0                  | 2                |                |                |                    |                    |                    |                    |  |  |                        |                        |                        |                        |
|  |                  |                  |                    |                  |                |                |                    |                    |                    |                    |  |  |                        |                        |                        |                        |

( ) = Tirs au but; ap = Après prolongation; e = Victoire aux buts marqués à l'extérieur; f = Victoire par forfait
| Finale aller     | SE Kindermann                                                                     | 0-0     | SC Corinthians                                                                                         | Ressacada, Florianopolis           |                                    |
| 22 novembre 2020 |                                                                                   | (0-0)   | | Arbitrage : Rodolpho Toski Marques | Arbitrage : Rodolpho Toski Marques |
| 22 novembre 2020 | Barbara, Tuani, Simeia, Lelê, Julia, Bruna, Catyellen, Duda, Thaini, Kah, Camila. | Équipes | Leticia, Andressinha, Giovanna, Tamires, Erika, Grazi, Gabi Zanotti, Katiuscia, Maga, Poliana, Yasmim. | Arbitrage : Rodolpho Toski Marques | Arbitrage : Rodolpho Toski Marques |

| Finale retour         | SC Corinthians                                       | 4-2   | SE Kindermann       | Neo Química Arena                                                                            |                                                                                              |
| 6 décembre 2020 20:00 | Gabi Nunes 28e · Gabi Zanotti 32e 57e · Victoria 81e | (2-0) | Zoio 51e · Lelê 78e | Arbitrage : Wilton Pereira Sampaio Arbitres assistants : Bruno Raphael Pires Bruno Boschilia | Arbitrage : Wilton Pereira Sampaio Arbitres assistants : Bruno Raphael Pires Bruno Boschilia |